# Ortale
Ortale (in corso L'Ortale) è un comune francese di 27 abitanti situato nel dipartimento dell'Alta Corsica nella regione della Corsica.

## Società

### Evoluzione demografica
Abitanti censiti